# Rufino Córdoba
Rufino Córdoba (Tucumán, 1896 – 1959) fue un actor argentino.

## Actividad profesional y gremial
Debutó como actor en el Teatro Variedades de la ciudad de Buenos Aires como integrante de la compañía de Ana Wais representando la obra de José Antonio Saldías Siga el corso. Trabajó en el escenario con grandes figuras del teatro de la época como Luis Arata, Lea Conti, Florencio Parravicini, Raimundo Pastore y Luis Sandrini, además de actuar en giras fuera del país. Formó parte entre 1948 y 1954 del elenco del Teatro Nacional Cervantes al lado de actores como Daniel de Alvarado, José de Ángelis, Fanny Navarro y Blanca del Prado.
Participó en cine por primera vez en el filme Melgarejo  (1937) y más adelante en el papel de padre de Ángel Magaña en Héroes sin fama   (1940) y Adolescencia   (1942). Fue directivo en la Asociación Argentina de Actores y uno de los impulsores de la ley de jubilaciones de 1949.
Falleció en 1959.

## Filmografía
Actor
- El baldío   (1952)
- El diablo andaba en los choclos   (1946)
- Santa Cándida   (1945)
- Se rematan ilusiones   (1944)
- Fuego en la montaña   (1943)
- Adolescencia   (1942)
- Cada hogar, un mundo   (1942)
- Amor último modelo   (1942)
- La luna en el pozo   (1942)
- Boina blanca   (1941)
- Un bebé de contrabando   (1940)
- Héroes sin fama   (1940)
- Villa Discordia   (1938)
- Melgarejo   (1937)